# Огю Сорай
Огю Сорай (яп. 荻生 徂徠 Огю: Сорай, 21 марта 1666 — 28 февраля 1728), пользовавшийся псевдонимом Буцу Сорай — японский философ, последователь конфуцианства. Считается самым влиятельным конфуцианским философом периода Токугава. Основным объектом его исследований была проблема применения учения конфуцианства к управлению государством и общественному порядку. Учения Сорая были ответом на экономические и политические неудачи Японии, а также культуру меркантилизма и преобладание устаревших институтов. Огю Сорай отвергал морализаторство неоконфуцианства и вместо этого обращался к более древним работам. Он утверждал, что проявление человеческих эмоций для самовыражения является очень важным и по этой причине поощрял распространение китайской литературы в Японии. У Сорая появилось множество последователей, он создал собственную школу, став влиятельным конфуцианским учёным. После смерти Сорая его школа распалась на два направления: нетеоретическое — школа древнего языка, изящной словесности и научно-конфуцианское.

## Биография
Сорай родился в Эдо. Он был вторым сыном самурая, служившего личным врачом Токугавы Цунаёси, который впоследствии стал пятым сёгуном. Сорай изучал философские работы Чжу Си, а к 1690 году он стал частным учителем китайской классики. В 1696 году он перешёл на службу Янагисавы Ёсиясу, старшего советника Токугавы Цунаёси. После смерти Токугавы в 1709 году Сорай ушёл со службы и отвернулся от учения Чжу Си в поисках собственных философских идей. Ему приписывают создание ко сёги, необычного варианта сёги.